# Piercing

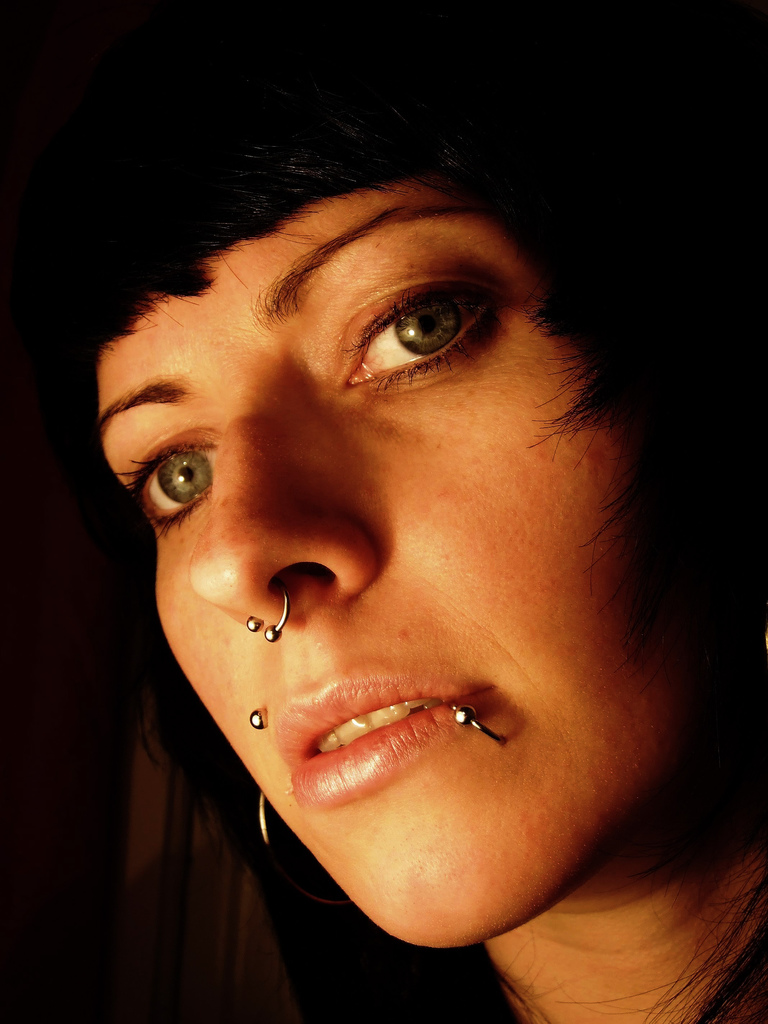
Několik piercingů v obličeji

Piercing (odvozeno z anglického slova pierce neboli „propíchnout“) je propíchnutí určité části těla (kůže) a vložení šperku do vzniklého tunelu. Jeho artefakty se objevují na nálezech starých cca 5000 let, kdy mu býval přisuzován rituální a náboženský význam. Signalizoval však často i sociální postavení nositele. V některých kulturách – například ve starověkém Řecku – však nošení piercingu považovali za věc nevhodnou. Ve dvacátém století byl piercing spojován s hnutím hippies, ale rozmohl se až mezi členy punku. K jeho rozšíření do většinové společnosti přispěly hudební skupiny, které piercing používaly jako jeden ze způsobů vymezení se oproti ostatním kapelám, a sympatizanti těchto hudebních uskupení chtěli vypadat jako jejich idoly.
Piercing lze umisťovat na různé části těla, například na uši, obličej, jazyk, ale také do prsní bradavky, pupíku či genitálií, a to jak u mužů, tak také u žen. Na všechna tato místa se vkládají šperky nejčastěji vyrobené z titanu, a to proto, že tento kov nezpůsobuje nežádoucí reakce organismu. Do jazyka se však vkládají i šperky z bioplastu, neboť plast v porovnání s ozdobami z kovu tolik nepoškozuje zubní sklovinu.

## Historie
Piercing má historii trvající několik tisíc let (existují nálezy dokládající propichování ušních lalůčků již před 5000 lety) a jeho rozšíření bylo po celém dnešním světě. Býval mu přisuzován rituální a náboženský význam. Ozdobné kroužky, kolíčky či tyčinky ze dřeva, kovu nebo kostí sloužily jako symbol vstupu jedince mezi dospělé nebo byly symbolem sociálního postavení nositele. Byly však i oblasti (například antické Řecko), kde byl piercing naopak považován za znak barbarství a nošení takových ozdob bylo postihováno.
První zmínky o piercingu pocházejí z mladší doby kamenné, což dokazují africké nálezy přívěsků ze želvích krunýřů, zubů divočáků a zvířecích kostí. Dle dochovaných maleb lze usuzovat, že se jimi tehdejší lidé zdobili v uších či v nose. I na nejstarším mumifikovaném těle, jež bylo nalezeno v rakouských Alpách, je patrný piercing uší. A také na posmrtné masce egyptského faraona Tutanchamona je možné pozorovat náušnice v uších. Piercing se objevoval i mezi původními obyvateli Aljašky. Zdejší lidé měli z náboženských důvodů propíchané uši (protože věřili, že ušima do těla vcházejí démoni a kov je měl odpuzovat), dále pro ozdobu nosili kolíky v nose či ženy se zdobily perlami z korálů nebo jantaru v nosní dírce.
V polovině dvacátého století byl piercing spojován s přívrženci hnutí hippies. Výraznější rozvoj ale představoval až punk v sedmdesátých letech 20. století, což byl alternativní styl mládeže, která se chtěla odlišovat od konzervativního stylu života svých rodičů. Sympatizanti punku se proto snažili své okolí šokovat (stylem oblékání, poslouchanou hudbou či množstvím spínacích špendlíků na oblečení a piercingů v uších nebo jiných částech obličeje). Ač byl tedy v Evropě piercing považován za prvek skupin stojících spíše na okraji společnosti (a také homosexuálů a masochistů), pronikal postupně stále více do většinové společnosti. Zasloužil se o to například módní návrhář Jean-Paul Gaultier, který do svých kolekcí zařazoval oblečení s prvky tetovacích motivů a modelky s piercingovými šperky. Piercing využívali i hudebníci, kteří se potřebovali v množství hudebních kapel profilovat a odlišovat od ostatních hudebních uskupení. K tomu jim vedle hudebního stylu pomáhal i vzhled využívající také piercingy. Když se tyto kapely začaly objevovat ve vysílání televizní stanice MTV, chtěli být jejich fanoušci ozdobeni jako jejich idoly. To vedlo k rozšíření piercingu mezi mládeží a následně i do většinové společnosti.

## Bolestivost piercingu
Bolestivost aplikace šperku je individuální a záleží tak na každém jedinci. Vlastní vpich je sice prováděn za použití velmi ostré jehly, avšak s ohledem na rychlost, jakou jehla kůží projede, není často tato bolest cítit. Ačkoliv je bolestivost věcí individuální, lze jednotlivé druhy piercingů rozlišit na méně a více bolestivé. Mezi ty, které vyvolávají menší bolest, patří například piercing jazyka, ušního boltce či pupíku. Naproti tomu piercingy nosní přepážky, bradavek či piercingy genitálií jsou obvykle spojeny s větší bolestivostí.
Místo aplikace piercingu je možné také umrtvovat. K tomu se dá využít přípravek buď v podobě krému nebo ve spreji. V případě užití krému dochází k umrtvení pouze u svrchní vrstvy kůže, avšak vlastní vpich proniká do kůže výrazně hlouběji. Je-li užito chladicího roztoku ve spreji (jako používají například fotbalisté zranění během utkání), dochází ke stažení kůže vlivem látek, jež jsou ve spreji obsažené, a může tak dojít ke křivému nebo nesouměrnému vpichu piercingu.

## Omezení piercingu
Ačkoliv je piercing ve většinové společnosti rozšířen, stále existují oblasti, v nichž nejsou piercingové ozdoby vítány. Jsou to obvykle zaměstnání, v nichž je pracovník často ve styku se zákazníky. Nejpřísnější restrikce jsou v oblasti finančnictví či bankovnictví a také v administrativě.
Existují také věková omezení vymezující stáří, do jehož dosažení není možné piercing provést bez povolení jeho aplikace zákonným zástupcem. V České republice je touto hranicí věk 18 let, ve Spojeném království není možné piercing provést osobě mladší 16 let.

## Zdravotní rizika
Aplikace a nošení piercingu představuje možnost vzniku zdravotních obtíží. V roce 2008 byla zveřejněna studie zpracovaná britskou Agenturou pro ochranu zdraví ve spolupráci s Londýnskou školou hygieny a tropické medicíny, která zkoumala 10 000 lidí starších šestnácti let. Deset procent z nich mělo šperk umístěný v jiné části těla než je ušní boltec (ženy obvykle v pupíku, muži v prsní bradavce), a čtvrtina z tohoto dílu zaznamenala zdravotní komplikace, přičemž každý stý musel být dokonce hospitalizován. Zdravotními obtížemi byly otoky, infekce a krvácení. Nejnebezpečnějším piercingem vyšel z průzkumu piercing jazyka, u kterého se zdravotní obtíže vyskytly téměř v polovině případů. Mezi osobami, jež byly kvůli piercingu hospitalizováni, převládali ti, kteří si nechali šperk do těla vpravit amatérem a nikoliv odborníkem ze specializovaného salónu. Vlivem nedostatečně sterilizovaným nástrojům také hrozí nakažení žloutenkou typu B či C a nebo též virem HIV. Před prováděním piercingu v nehygienických podmínkách varovala v roce 2003 i Evropská unie.
Stomatologové nedoporučují piercing do jazyka, neboť šperk při kontaktu se zubem poškozuje zubní sklovinu nebo odhaluje zubní krčky. Je sice možné použít šperk vyrobený z bioplastu, který sklovinu oproti běžně používaným kovovým šperkům tolik nepoškozuje, avšak ani v tomto případě zubaři aplikaci tohoto piercingu nedoporučují.
Většina piercingových studií k aplikaci piercingu doporučuje šperky z chirurgické oceli, avšak i ony mohou způsobovat zdravotní obtíže. Problémem je nikl, který je i v chirurgické oceli obsažen a neměl by se z ní uvolňovat ve větší míře než 0,5 μg/cm²/týden. To ovšem nebývá splněno. Alergií na nikl trpí 2,4 až 5,5 % populace a výskyt tohoto onemocnění roste se zvyšujícím se počtem piercingů na lidském těle.
Aplikace piercingu se navíc nemá provádět v případech, kdy se budoucí nositel šperku necítí zdravotně zcela v kondici či kdy trpí akutní infekční chorobou (například oparem rtu, rýmou, kašlem, chřipkou nebo angínou). Ve chvíli, kdy je imunita snížena, totiž tělo pomaleji a hůře hojí zásahy do něj a zvyšuje se tak nebezpečí vzniku komplikací.
V případě, že by si piercing chtěl nechat aplikovat diabetik, je vhodné umístění ozdoby konzultovat s ošetřujícím lékařem. Sice se piercing s diabetes nevylučuje, ovšem jeho hojení je obtížnější a déletrvající, navíc spojené s vyšším rizikem vzniku infekce. I stres z aplikace piercingu zvyšuje hladinu cukru v krvi a je tak nutné, aby piercer byl při aplikaci piercingu připraven na případné reakce těla budoucího nositele šperku.

## Druhy piercingů

### Piercing uší
Propíchnutí ucha je s ohledem na jednoduchost jeho provedení nejrozšířenějším piercingem. Aplikuje se ženám i mužům, i když u mužů je někdy v západní civilizaci považován za zženštilost. Lze však naleznout mnoho významných mužů, kteří náušnici v uchu nosili (William Shakespeare, Sir Walter Raleigh, Francis Drake či Julius Caesar). Zlaté kroužky v uchu mívali však také námořníci, a to jednak za účelem zlepšení zraku, ale také, aby – pokud by jejich tělo po ztroskotání lodi někde vyplavilo moře – bylo možné z výtěžku za prodání šperku zaplatit křesťanský pohřeb. Na ostrově Borneo je piercing ucha aplikován jako symbol dospělosti jedince. Matka i otec propíchli potomkovi každý jedno ucho na znamení závislosti dítěte na rodičích. V období Římské říše nebo za královny Viktorie v Anglii symbolizoval kroužek v uchu bohatství a luxus nositele.

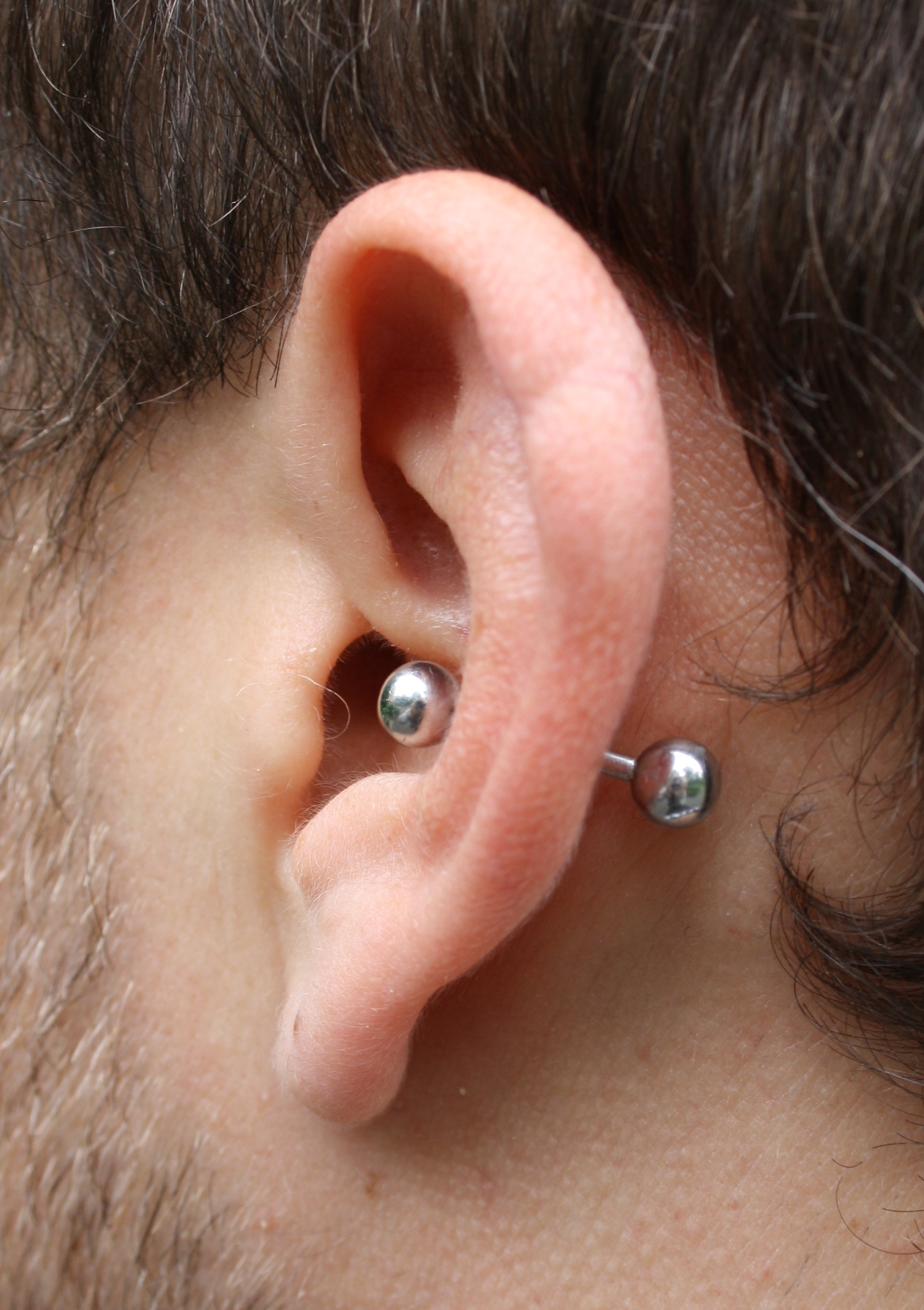
Conch
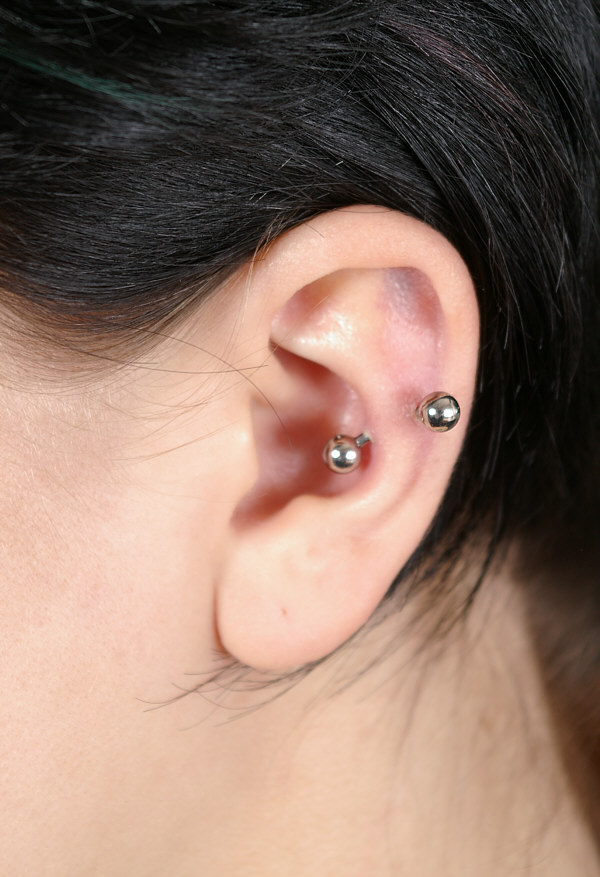
Snug
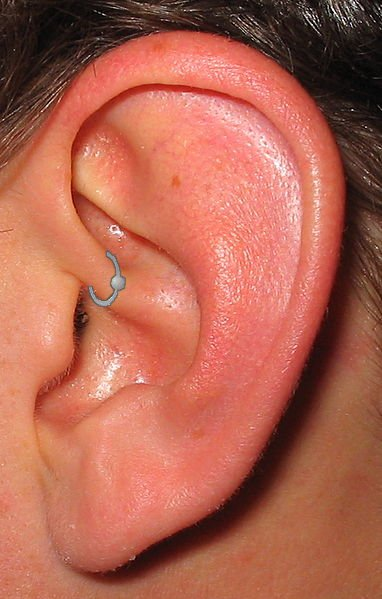
Daith
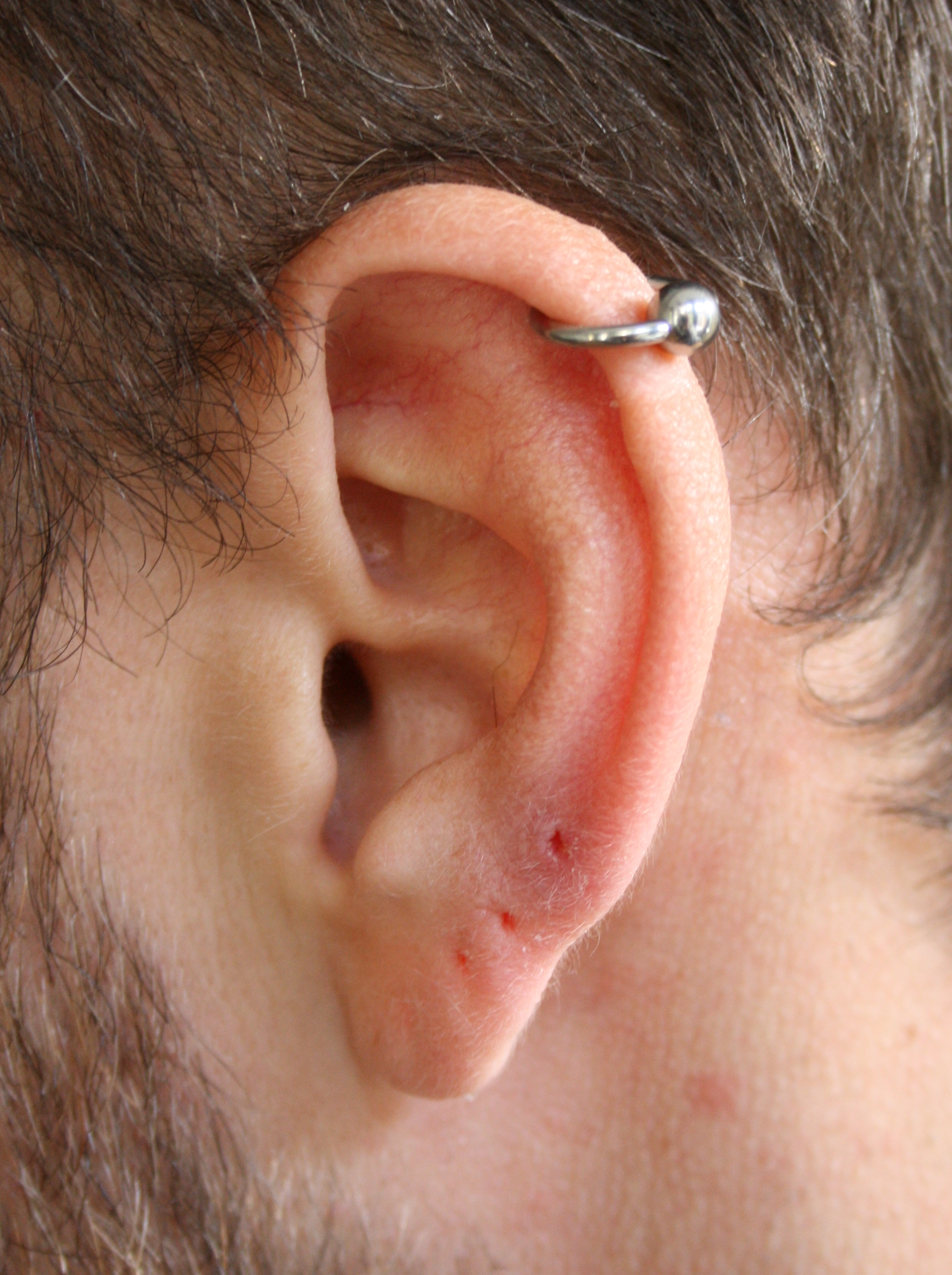
Helix
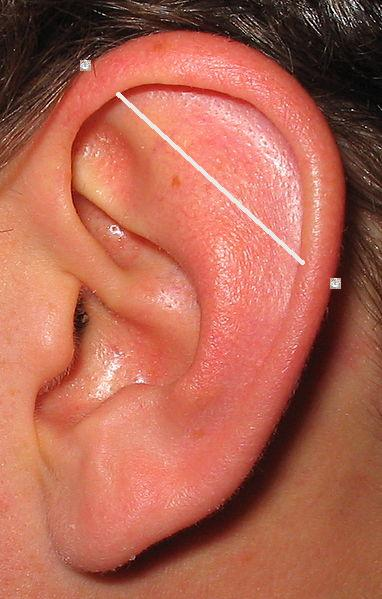
Industrial
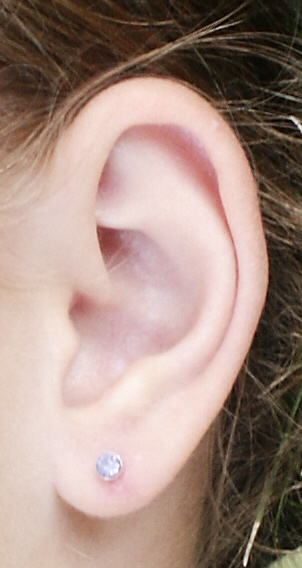
Lobe
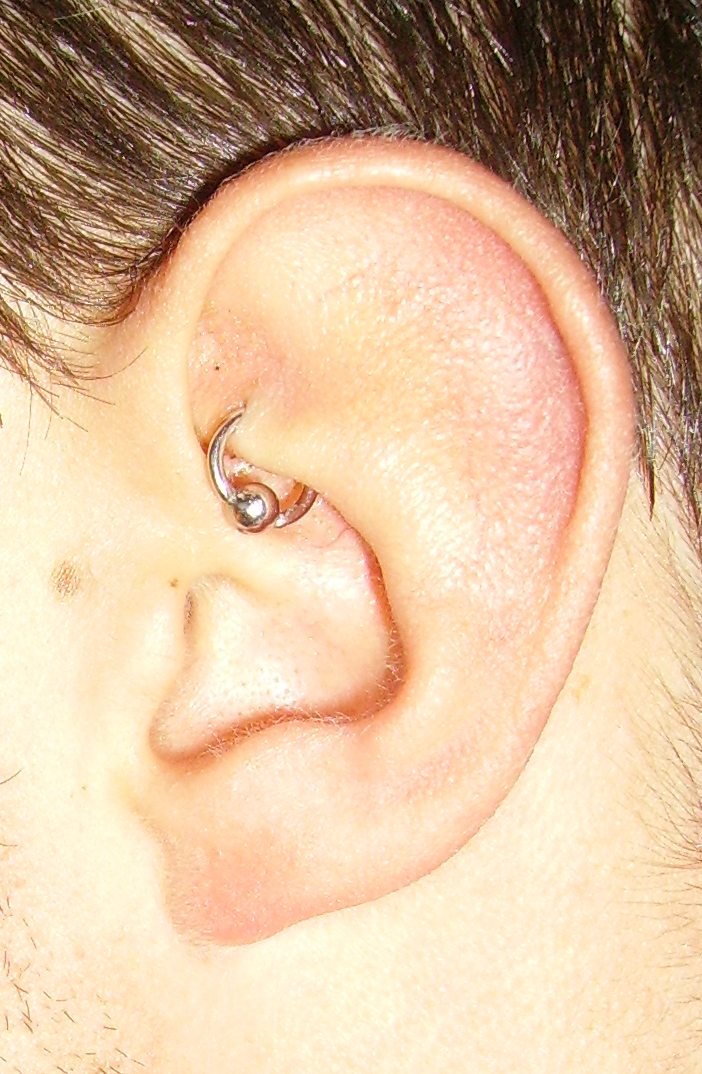
Rook
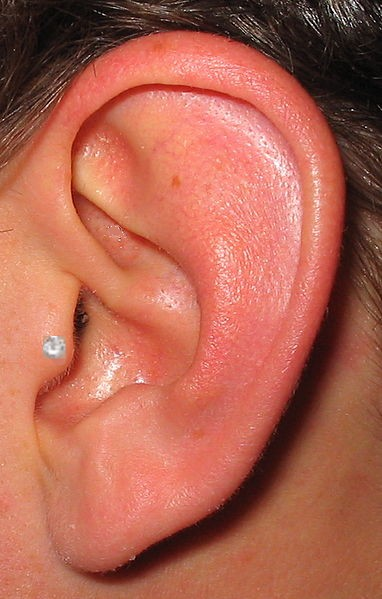
Tragus
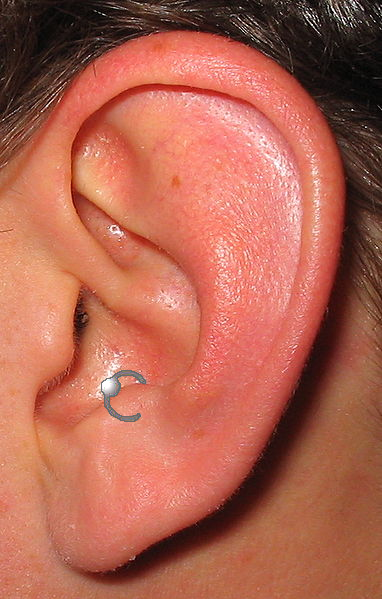
Antitragus

### Piercing nosu
Tento piercing se řadí mezi ty, jejichž ozdoba je zřetelně viditelná ostatními lidmi a slouží tak k jeho zvýraznění. Poprvé vyskytl na Středním východě v období před asi 4000 lety. Velikost kroužku symbolizovala bohatství dané rodiny. Vyskytoval se také u afrických kočovných kmenů Berberů a Beja či u beduínů v oblasti Středního východu. Z těchto oblastí díky Mughalské říši pronikl během 16. století i do Indie.

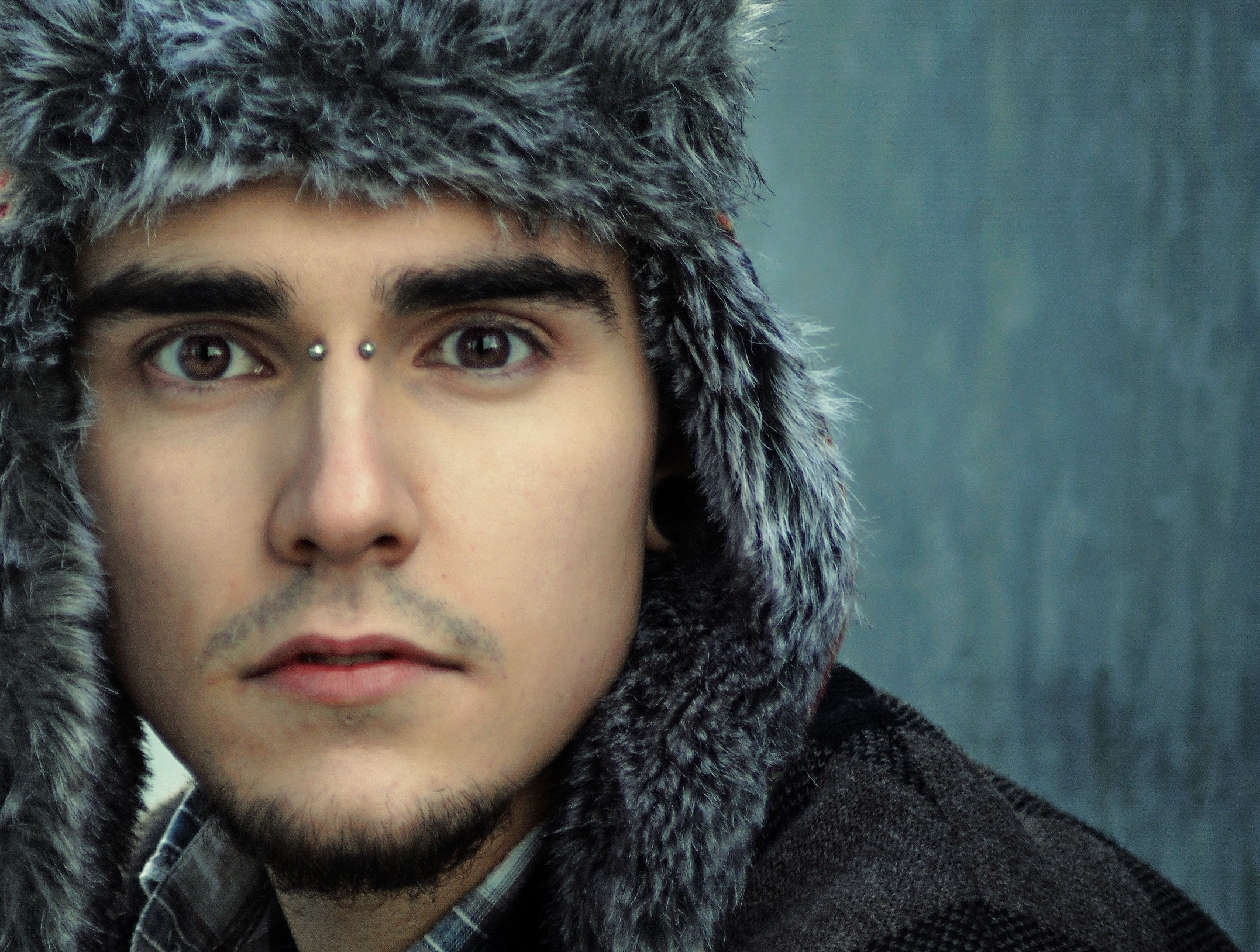
Bridge či Erl
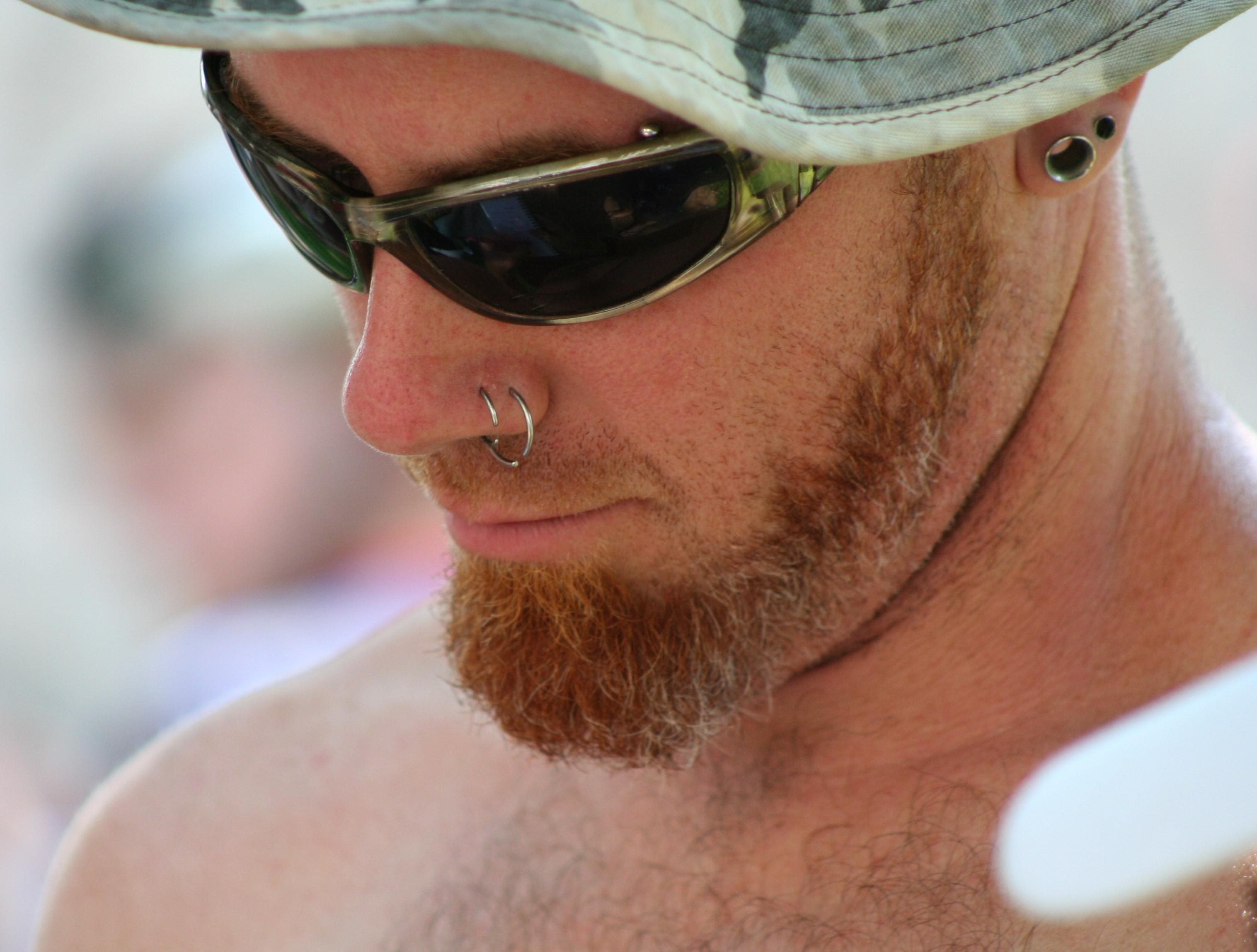
Nostril
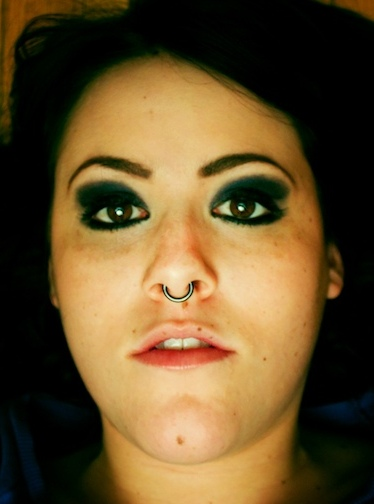
Septum

### Piercing obočí
Piercing se umisťuje obvykle na vnější polovinu obočí, neboť je tam více volné kůže. Může se však provést po celé délce obočí s výjimkou míst přibližně nad středem oka, neboť tudy prochází nadočnicový nerv, jehož přerušení by mělo za následek poruchu hybnosti očního víčka. Protože je však obočí dosti ploché a vpich tak není veden příliš hluboko, dochází často k vypadnutí šperku vlivem jeho vyrostení.

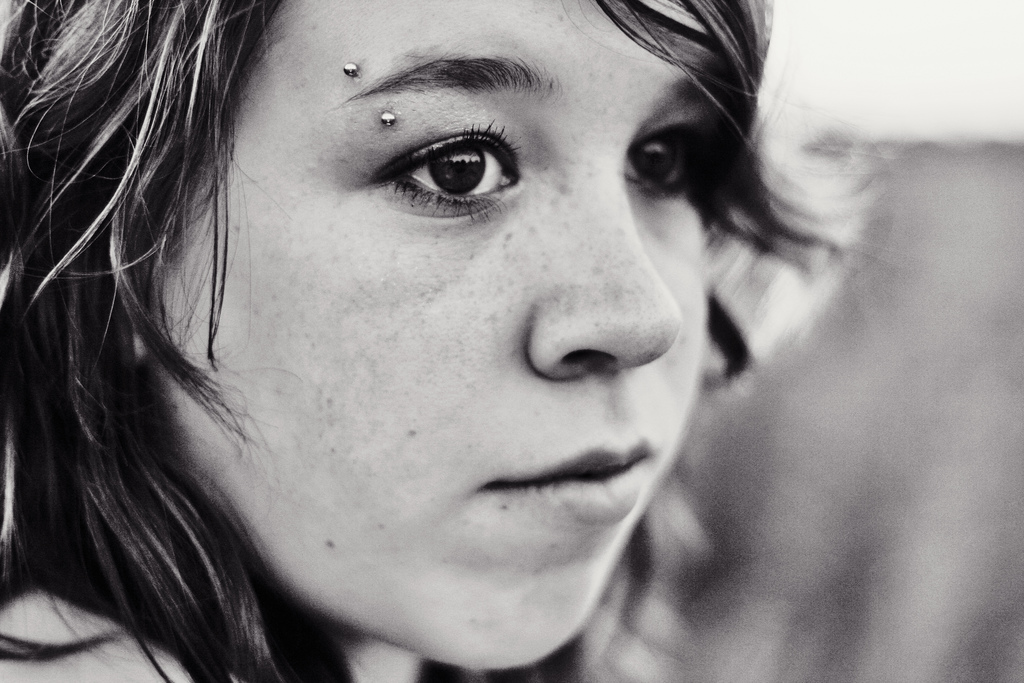
Obočí

### Piercing jazyka
Aplikace piercingu do jazyka je považována za nejméně bolestivou ze všech piercingů. Prováděli ho nejenom Aztékové a Mayové, ale také kmeny ze severozápadu Ameriky, jako byli například Kwakitulové či Tlingitové. Z propíchnutého jazyka byla odebrána krev a jedinec pak mohl vyvolávat bohy. Navíc propíchnutí jazyka sloužilo k vyvolání stavu nevědomí, aby tak mohl kmenový šaman komunikovat s bohy.

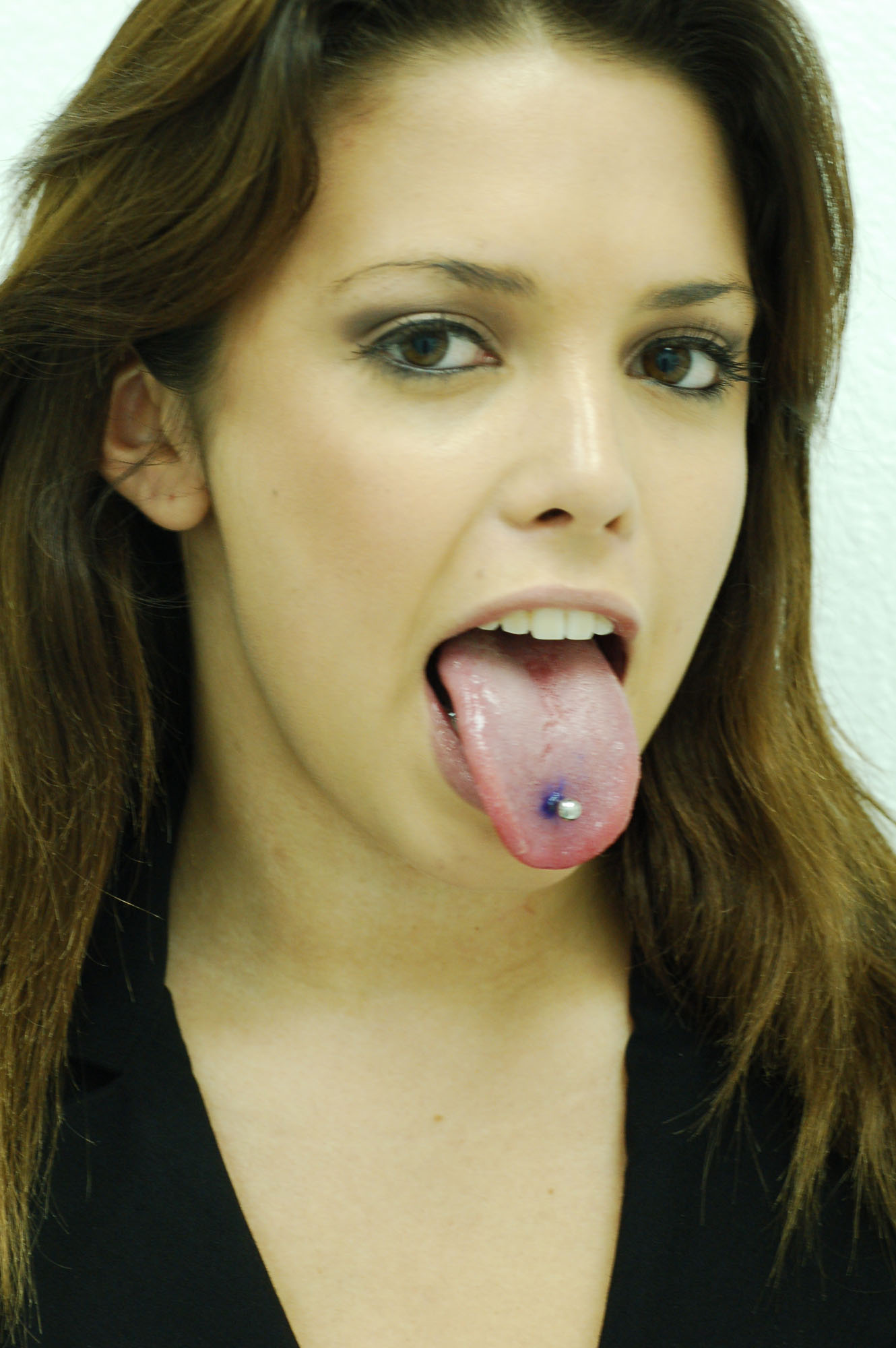
Tongue

### Piercing v okolí úst
U piercingů v okolí úst, stejně tak ale i u šperků v ústní dutině, hrozí nebezpečí spolknutí některé z částí šperku v případě, že dojde k jeho rozpadnutí (například vyšroubováním některé z jeho částí). Během hraní si s piercingem může také dojít k poškození zubů či dásní.

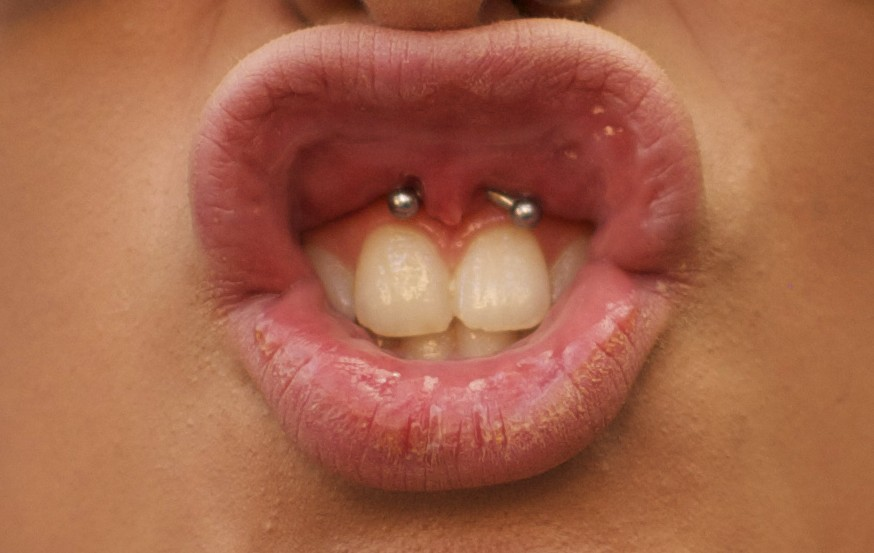
Frenulum či Smiley
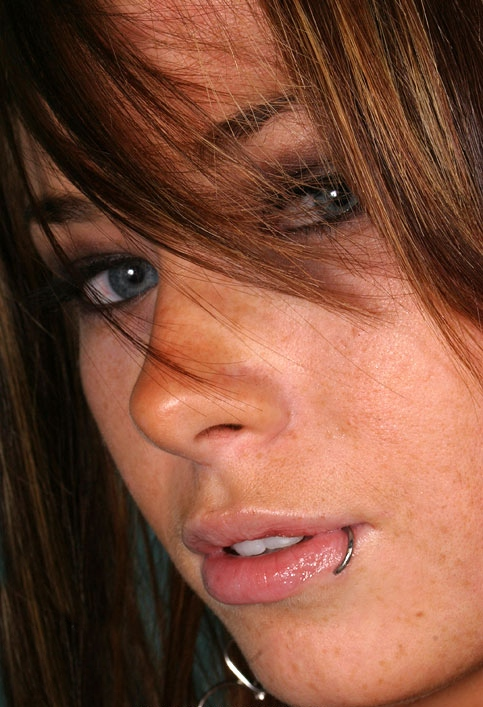
Labret
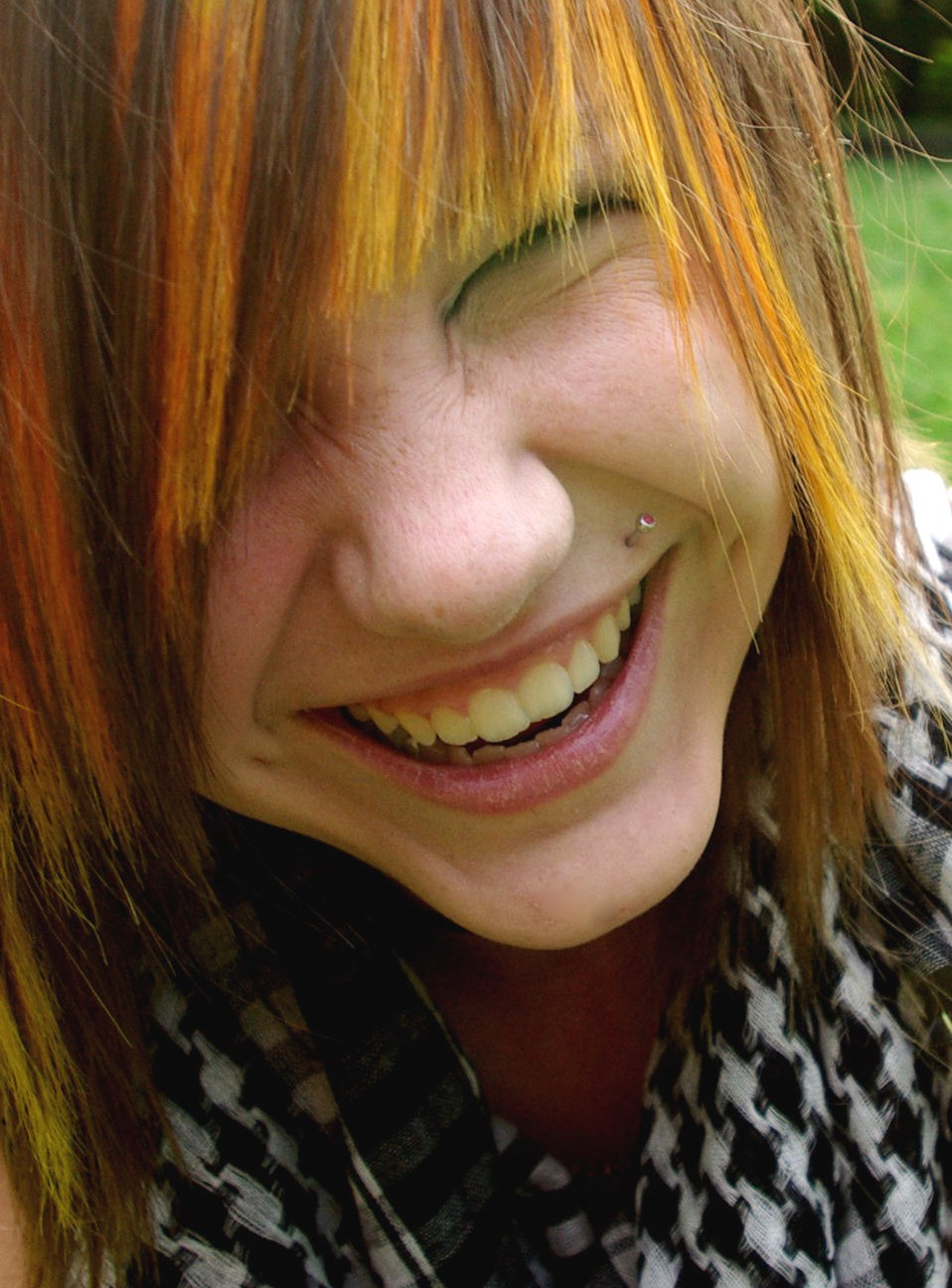
Madonna

### Piercing bradavek
Tento piercing pochází z Texasu, kde byl praktikován indiánským kmenem Karankawa. Objevoval se však také v Evropě. Za doby vlády Isabely Bavorské byly v módě šaty s otevřeným výstřihem až k pupíku. Ozdobou pak byly růže, které obepínaly bradavky, a na ně se uchycovaly ozdoby (například řetízky) a posléze docházelo přímo k propichování bradavek, mezi nimiž se řetízky provlékaly. Piercing se však nedoporučuje těhotným ženám a dospívajícím dívkám. To proto, že jejich prsa rostou.

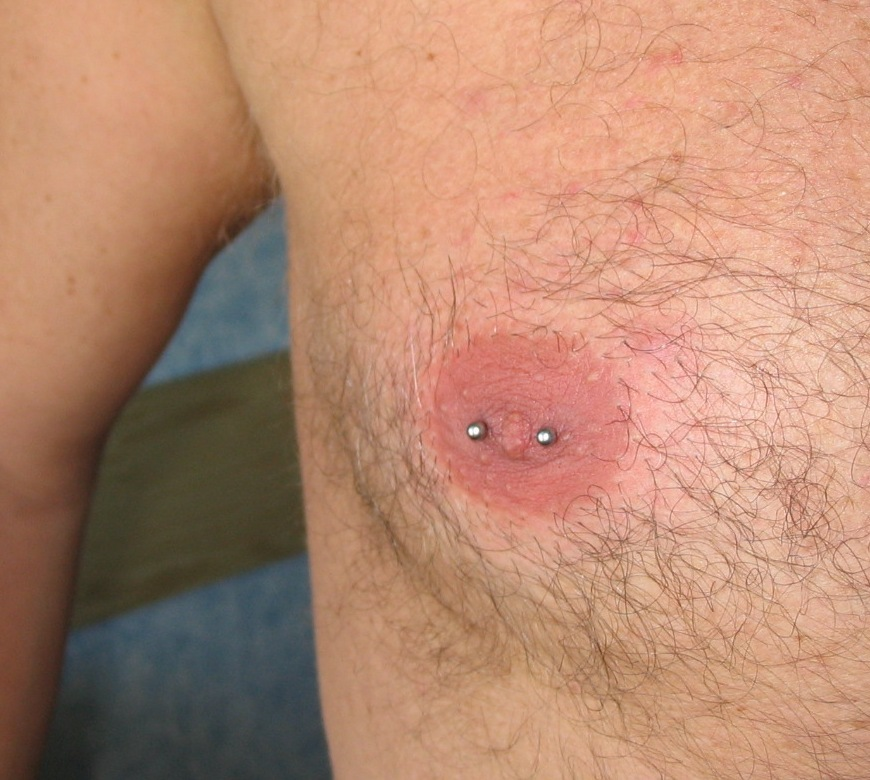
Nipple

### Piercing pupíku
Ozdoba pupíku se poměrně špatně hojí a vyžaduje také intenzivní a zdlouhavou péči. O piercing navíc stále dře tričko či jiné prádlo nebo pásek od kalhot, což také hojení se neprospívá. Navíc se tento piercing s ohledem na délku svého hojení řadí mezi ty, jež se nedoporučují aplikovat během letních měsíců. Aby jej však bylo možné vůbec aplikovat, je třeba, aby bylo bříško vystouplé. Se šperkem se totiž musí dobře manipulovat, aby kůže při propnutí těla netáhla, což je nepříjemné.

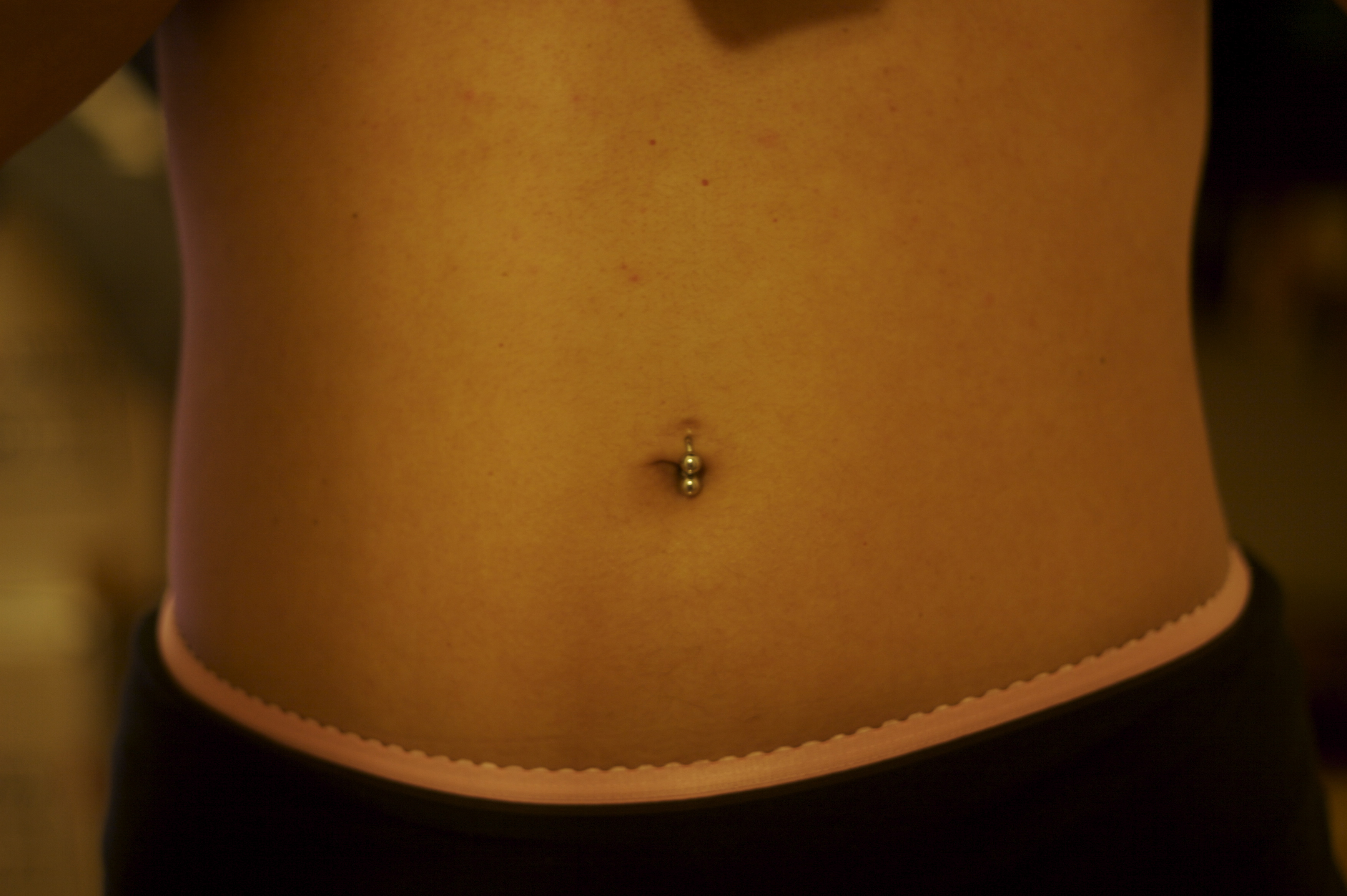
Navel
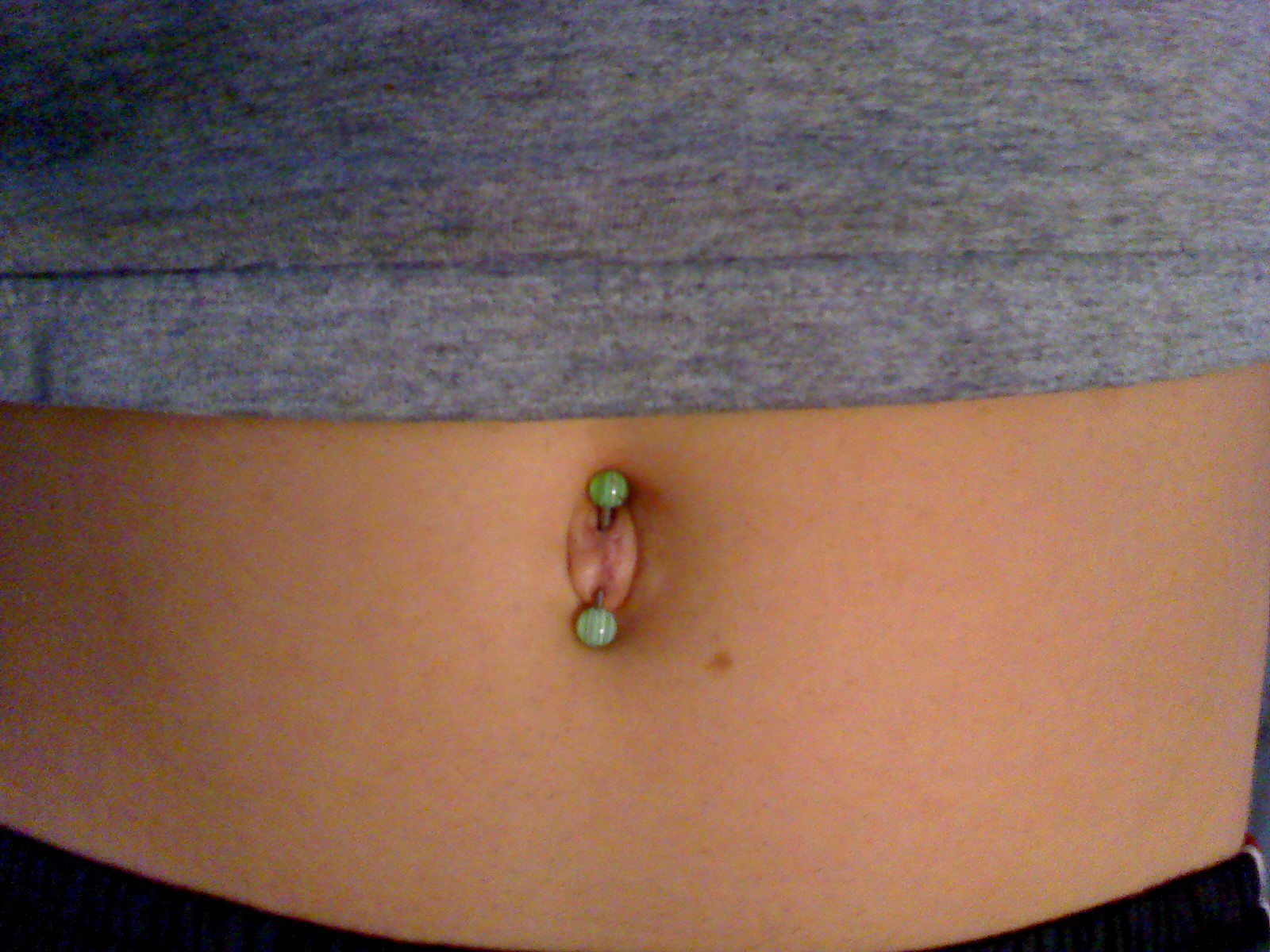
Piercing ve vystouplém pupíku

### Piercingová šněrovačka
Piercingová šněrovačka je ozdoba, která se umisťuje obvykle na záda, avšak lze ji aplikovat i třeba do výstřihu, na boky či na paže. Představuje piercingové kroužky zapíchané do kůže ve dvou souměrných řadách (ovšem lze je místo řad umístit i třeba do kruhu) a mezi kroužky je provlečená stuha, která vytváří dojem šněrovačky. Aplikováno je obvykle 6 až 10 kroužků a bolestivost tohoto piercingu není velká. Sundání šněrovačky a vyndání jejích šperků z těla je nutné provést v den její aplikace nebo nejpozději den následující.

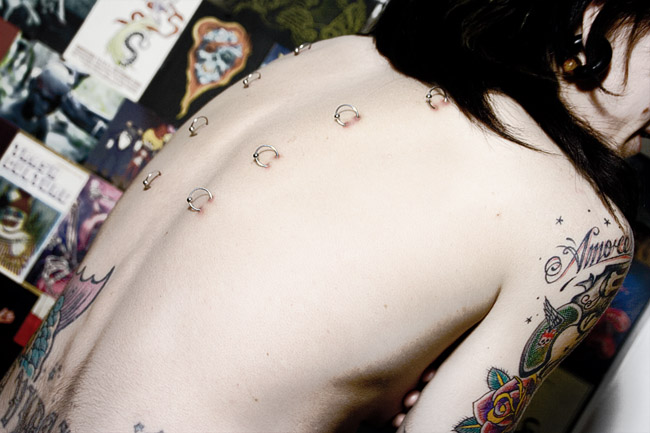
Piercingová šněrovačka

### Genitální piercing
Intimní piercing se objevuje jak u mužů, tak u žen. První zmínky o něm pocházejí ze starověkých spisů a je zmiňován i v Kámásútře. Piercing byl obvykle symbolem vysokého společenského postavení a signalizoval i odvahu a statečnost nositele. Díky přítomnosti piercingu se sice citlivost intimních partií zvyšuje, neboť je na větší ploše drážděno více nervových zakončení, avšak ke zmíněnému zvýšení citlivosti dochází až po jeho zahojení, které ovšem bývá často komplikované. Šperk navíc musí být tak velký, aby i při erekci zbývalo dostatek místa a tkáň tak nebyla šperkem svírána. U žen navíc některé piercingy nelze ani provést, protože na odpovídajících místech není dostatek tkáně nebo by se rána s ohledem na frekvenci pohybů šperku velmi obtížně zahojila.

Mužské
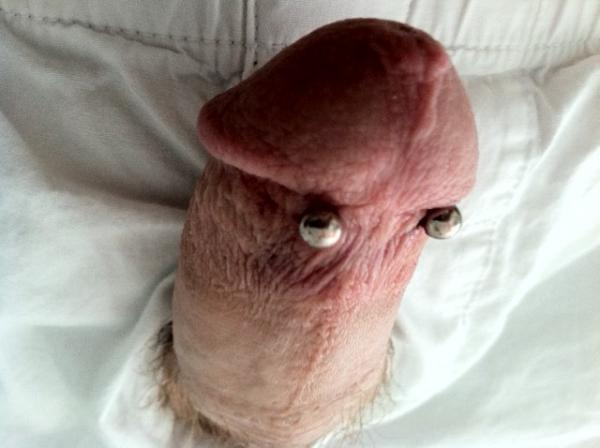
Frenulum
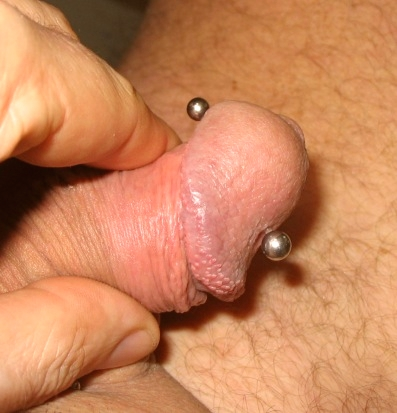
Apadravya
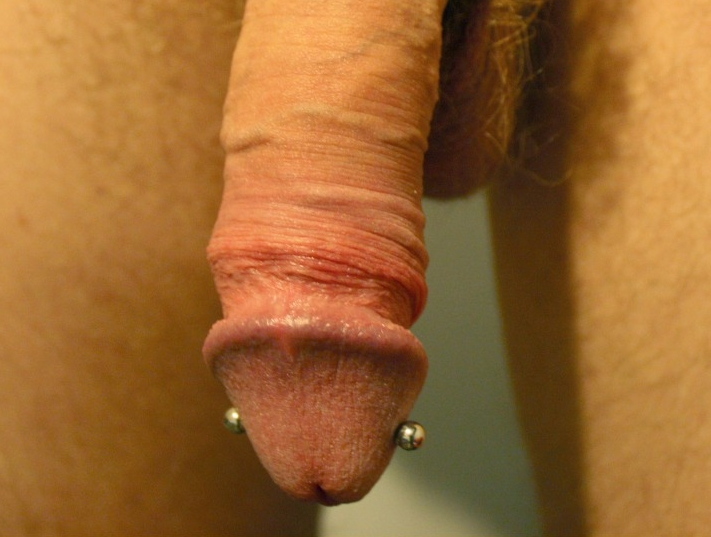
Ampallang
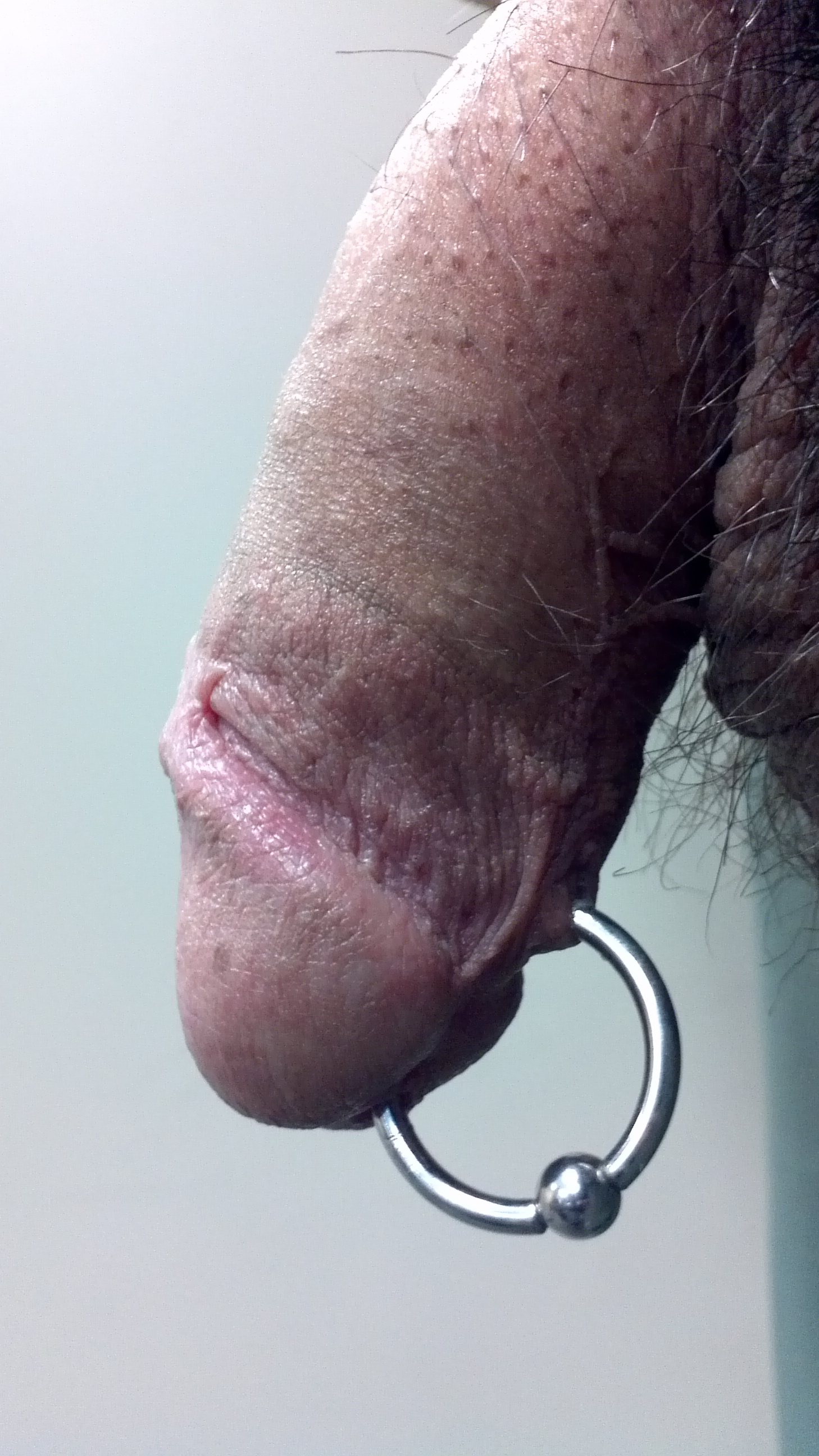
Princ Albert
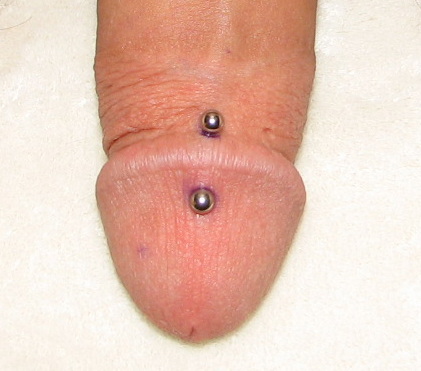
Dydoe
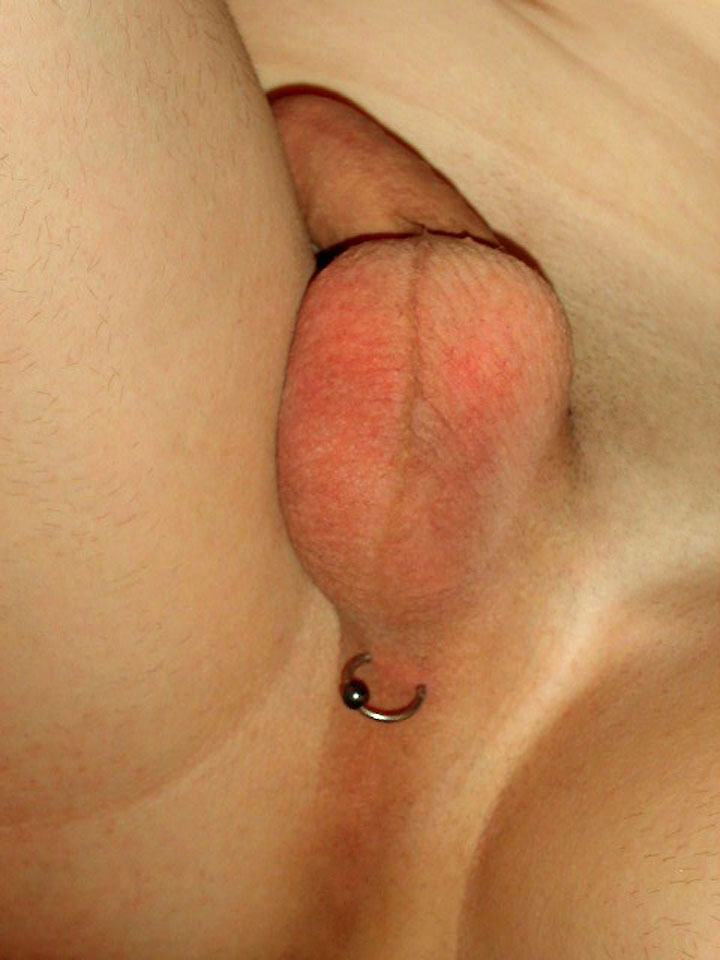
Guiche
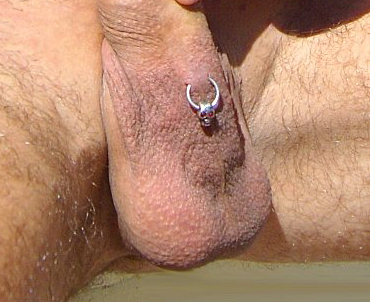
Hafada
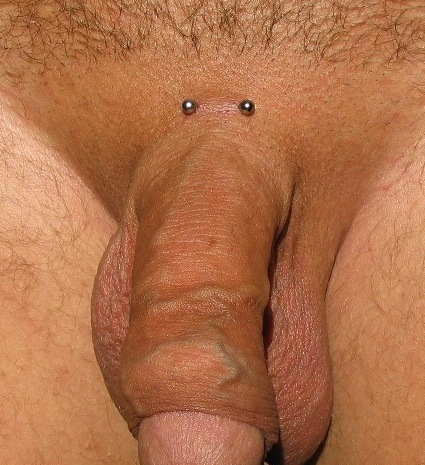
Pubic

Ženské
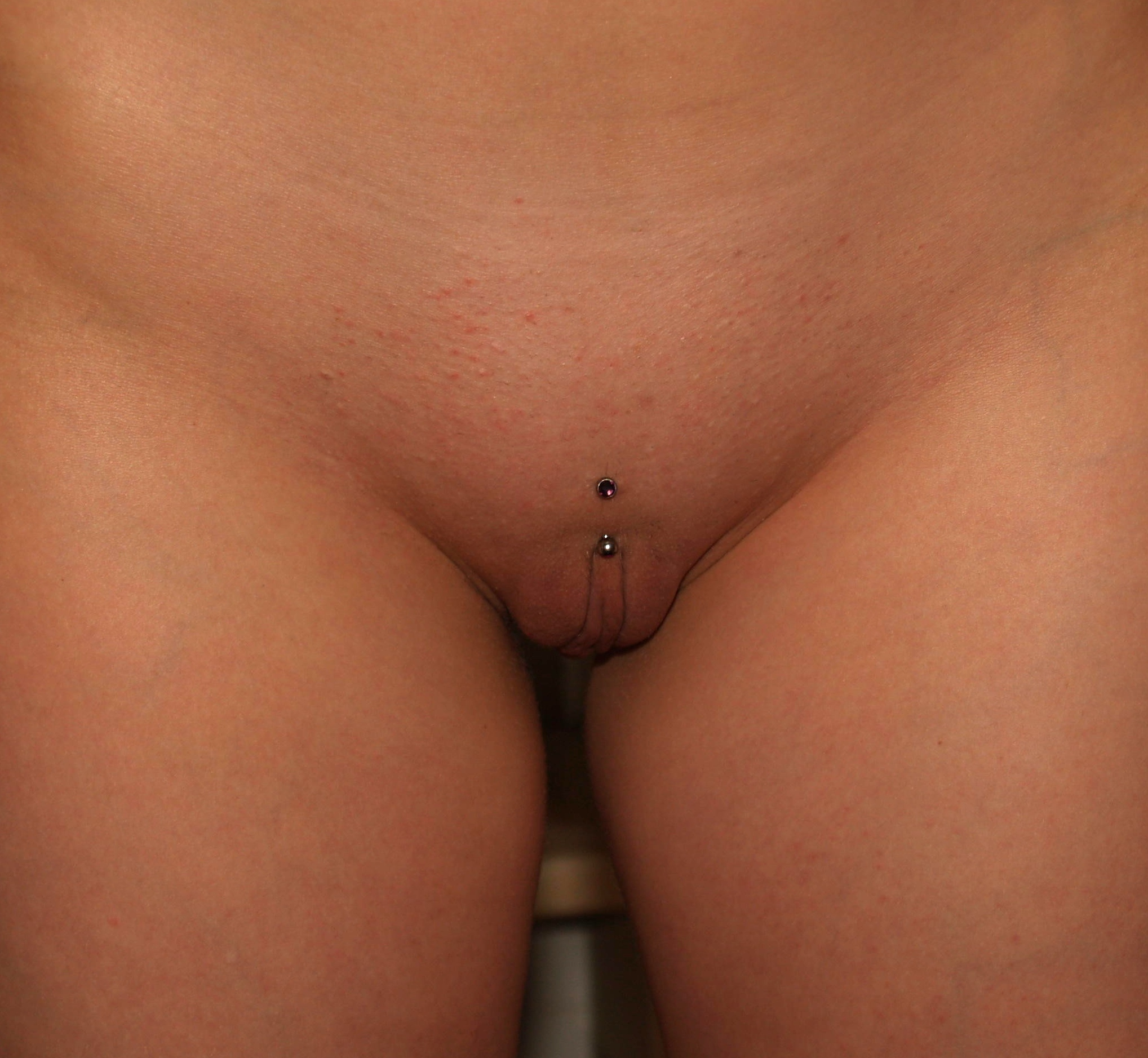
Christina
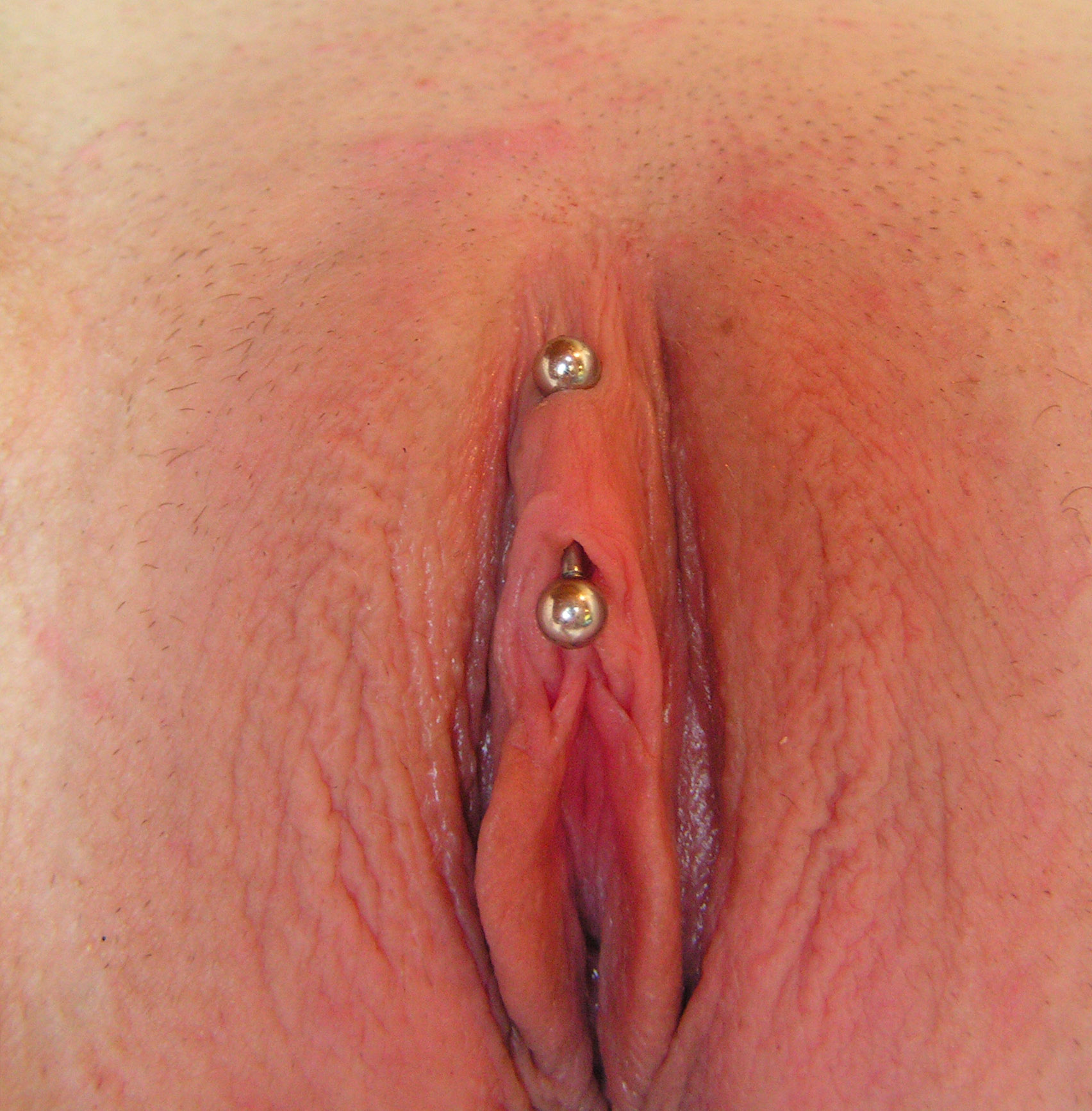
Vertical Hood
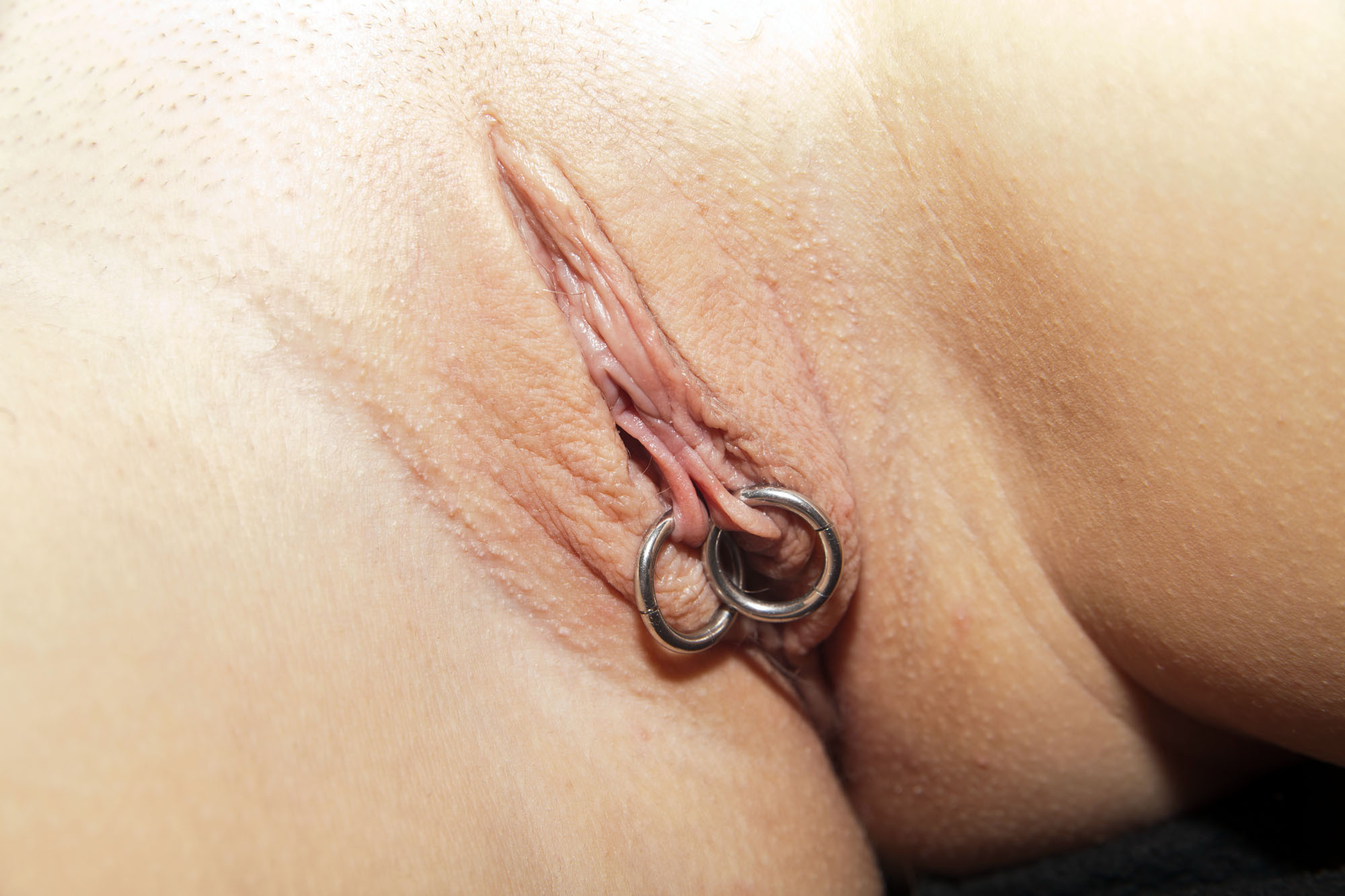
Vnější stydké pysky
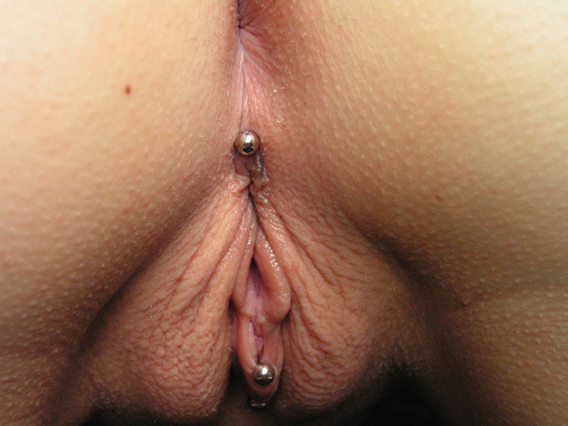
Fourchette piercing
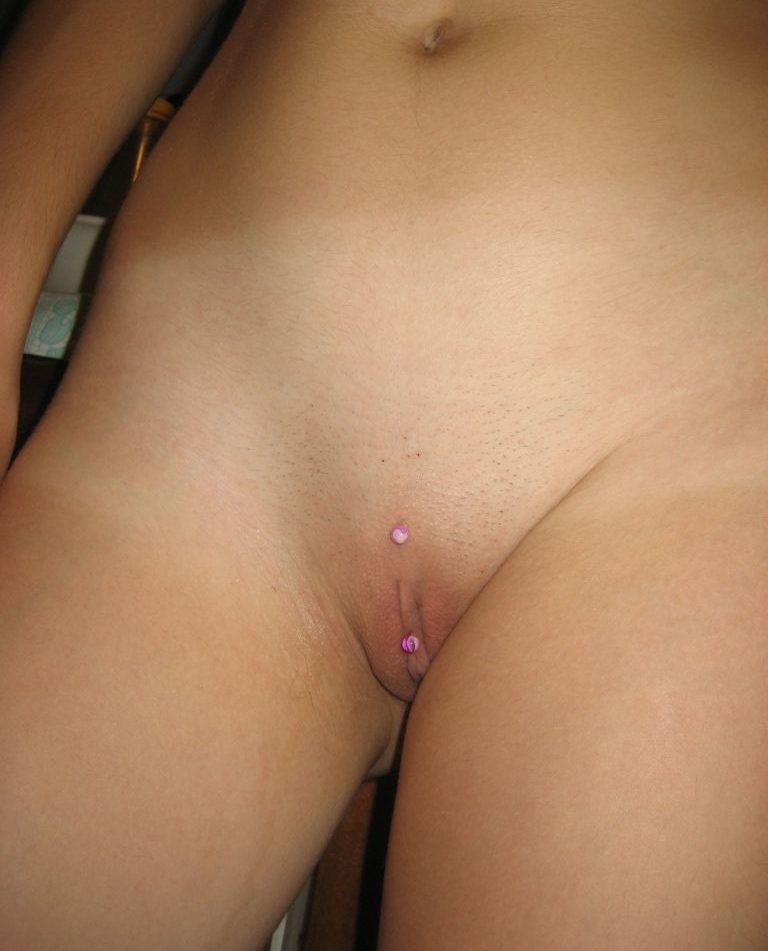
Nefertiti piercing
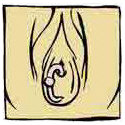
Princess Albertina

### Mikrodermální piercing
Mikrodermální piercing je šperk o velikosti několika milimetrů vyrobený z titanu, který je možné umístit na téměř libovolné místo na těle. Výjimkami, kam nelze mikrodermální piercing umístit, jsou místa ohybu kůže, dále místa, v jejichž blízkosti jsou miniaturní cévy, a piercing nelze také aplikovat do jazyka. Piercing se hojí 3 až 6 měsíců a jeho výhodou je malá pravděpodobnost jeho vyloučení z těla. Šperk je vyroben ve tvaru písmene „T“, přičemž je při aplikaci jeho oválná placička umístěna pod kůži a z kůže pak ven vyčnívá dřík, na nějž je namontováno zakončení ve tvaru kuličky, placičky nebo jiné ozdoby. Během aplikace piercingu se místo jehly využívá nástroj zvaný puncher, kterým se vykrojí kolečko, do něhož se vloží oválná základna šperku tak, že otvorem vytvořeným puncherem vykukuje jen dřík. Bolestivost aplikace šperku se neliší od běžných piercingů. Oproti standardním piercingům je však vyšší cena za jeho aplikaci.

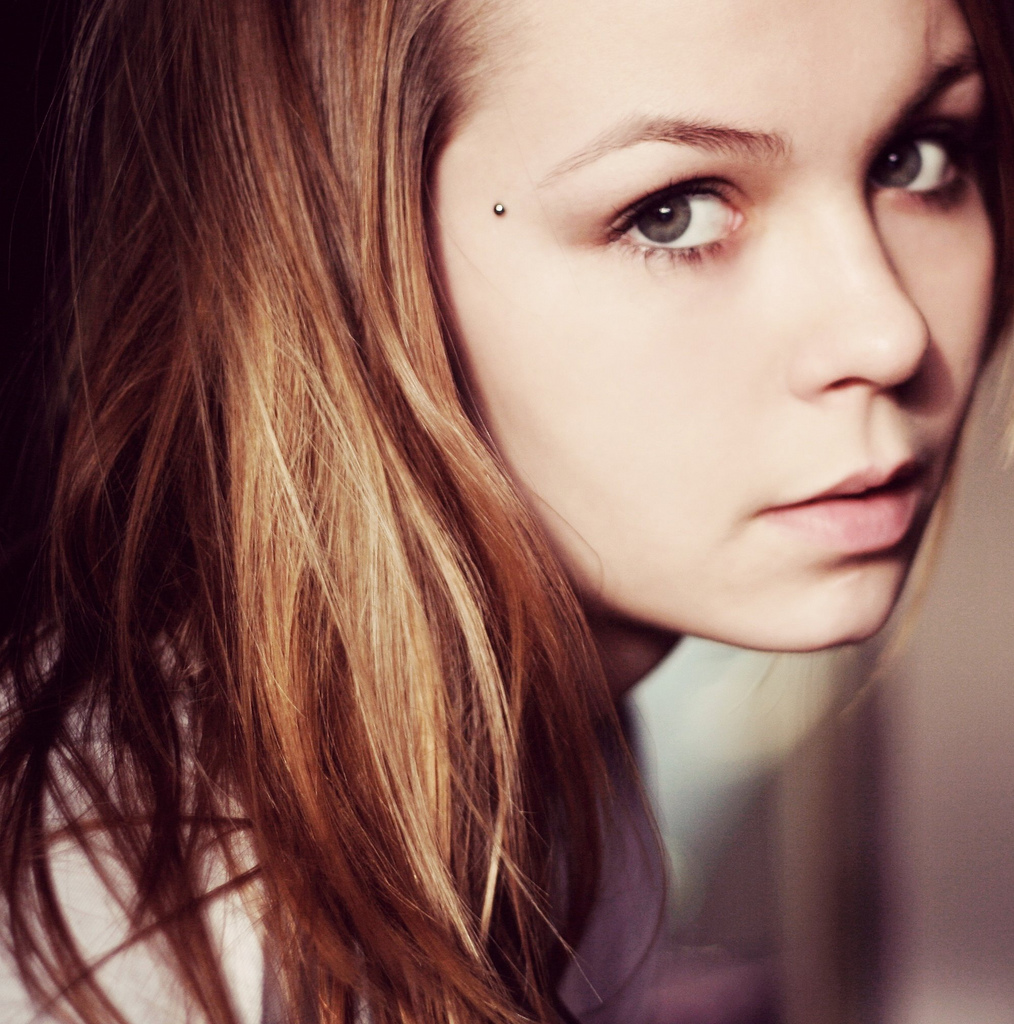
Mikrodermální piercing

### Falešný piercing
Důvodem pro využití falešného piercingu může být nízký věk jeho nositele, netolerance k piercingům ze strany zaměstnavatele či školy nebo i strach z bolesti. Využít jej mohou i ti, kteří se chtějí piercingem ozdobit jen pro výjimečnou příležitost. Rozdělit lze falešné piercingy na ty, k jejichž využití je nutné mít místo jejich aplikace propíchnuté, a na ty, které propíchnutí nevyžadují.
Do první skupiny lze zařadit náhražky tunelů (neboli flashů), kdy se do běžné (malé) dírky v uchu vkládají šperky mající z vnější strany vzhled, jako kdyby byl v uchu naskrz otvor o průměru i více než centimetr. Lze však využít též falešný piercing imitující tzv. roztahováky (roztahovací náušnice). Roztahováky jsou nutné pro rozšíření dírky v uchu z menších rozměrů na větší a falešné piercingy tohoto druhu opět vytvářejí dojem, že je skrz ucho takový silný roztahovák opravdu veden, ve skutečnosti je však v uchu dírka standardních rozměrů.
Pokud však konkrétní místo aplikace falešného piercingu propíchnuté není, využívají se imitace piercingu, které na daném místě drží buď magnetickou silou (z obou stran (například ucha) je umístěn šperk s magnetem a jejich vzájemným přitahováním je ozdoba držena na konkrétním místě), dále podtlakem (například náhražka piercingu jazyka) nebo formou klipsu či jsou tyto falešné ozdoby na kůži přímo přilepené. Pevnost takových ozdob ovšem nebývá valná a hrozí tak jejich samovolné uvolnění.

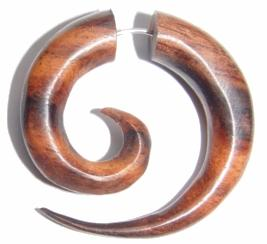
Falešný roztahovák

## Piercingové šperky
K piercingu se používají šperky v různých tloušťkách a délkách. Vyrobené jsou obvykle z titanu nebo chirurgické oceli, neboť tyto dva kovy nezpůsobují nežádoucí reakce organismu. Pro například piercing jazyka se ovšem využívají i šperky z bioplastu, které nepoškozují zubní sklovinu jako šperky kovové. Šperky jsou ve tvaru kroužku, podkovy, činky, obočovky neboli banánku a labreta. Pro konkrétní piercing nelze jednoznačně stanovit, jaký šperk je správné použít, avšak lze vysledovat, jaký šperk se pro který piercing obvykle používá:
- piercing uší – kroužek, činka, podkova
- piercing nosu – kroužek
- piercing obočí – obočovka
- piercing jazyka – činka
- piercing v okolí úst – kroužek, labreta
- piercing bradavek – kroužek, podkova
- piercing pupíku – banánek
- genitální piercing – kroužek
- mikrodermální piercing – mikrodermální

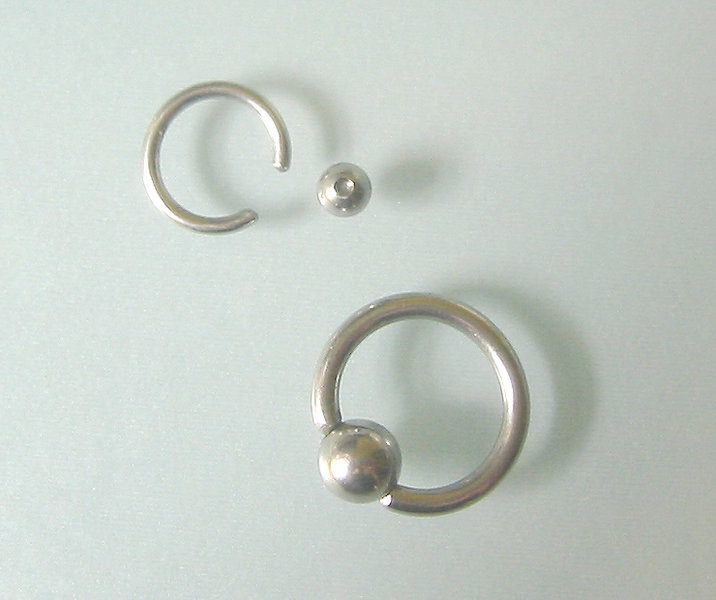
Kroužek
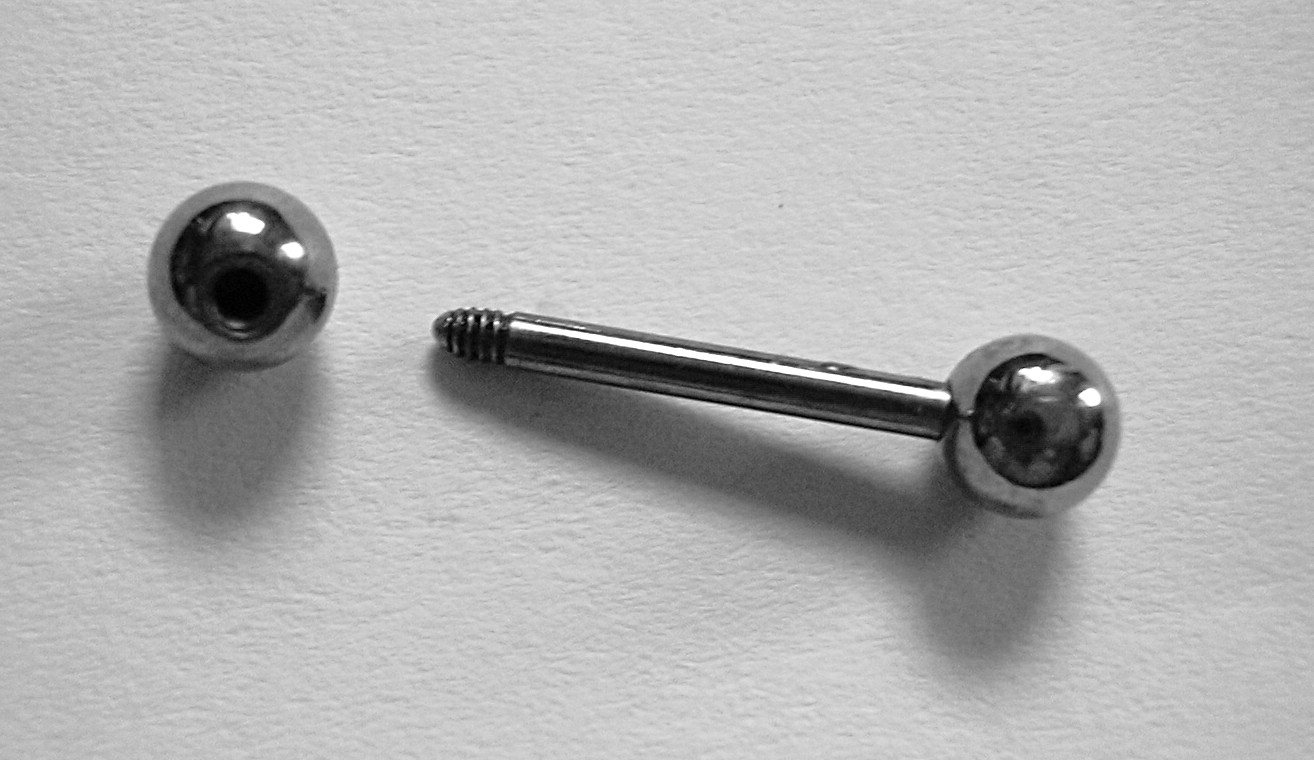
Činka
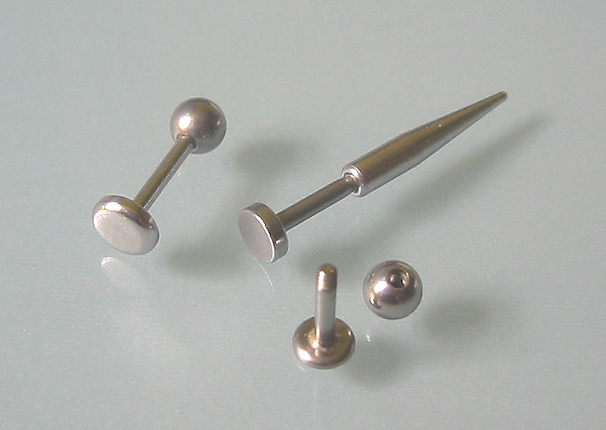
Labreta

## Piercingové rekordy

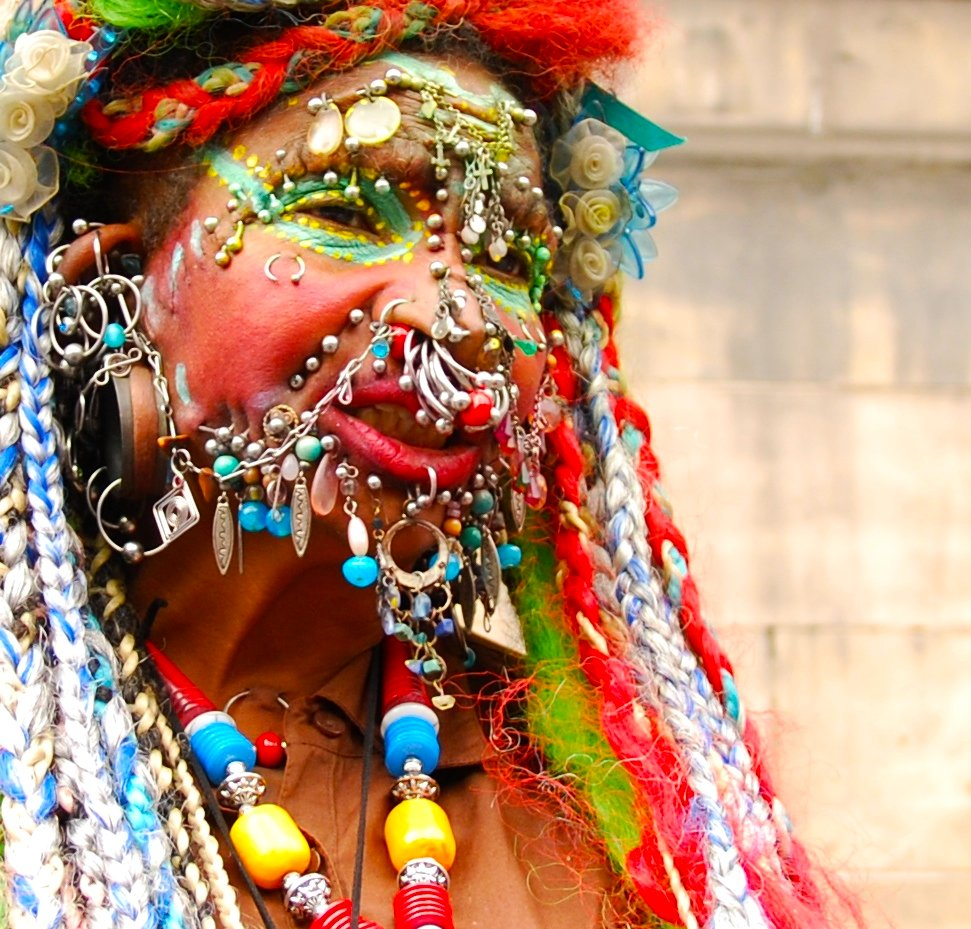
Elaine Davidsonová

Člověkem s nejvíce piercingy na svém těle je brazilská zdravotní sestra Elaine Davidsonová žijící však ve skotském Edinburghu, která začátkem roku 2009 měla na svém těle 6 005 piercingů, na své svatbě v červnu 2011 již 6 925. Svým prvním piercingem se ozdobila v roce 1997. Mezi muži je rekordmanem 79letý John Lynch ze Spojeného království, který měl v roce 2008 na svém těle 241 piercingů a stejný počet si udržoval i roce 2010.